# ACM Transactions on Computational Logic
ACM Transactions on Computational Logic (abrégé en TOCL) est une revue scientifique trimestrielle à comité de lecture dans le domaine de la logique informatique (en) ; elle est publiée par l'Association for Computing Machinery depuis 2000.

## Description
La rédactrice en chef est, en 2020, Orna Kupferman, de l'université hébraïque de Jérusalem. 
TOCL publie des articles sur tous les aspects de la logique en rapport avec les sujets informatique. Cette thématique a une grande tradition en informatique. Plusieurs chercheurs ayant obtenu le prix  Turing ont contribué à ce domaine, et pour certains ont publié dans cette revue. Les domaines de recherche couverts par la revue comprennent notamment :
Démonstration automatique de théorèmes, logique temporelle, vérification formelle, concurrence, programmation par contraintes, théorie des modèles finis, complexité de théories logiques, programmation fonctionnelle, lambda calcul, apprentissage automatique, logique floue, model checking, spécification de programmes, théorie de la démonstration, systèmes de réécriture, théorie des types.

## Résumés et indexation
La revue est trimestrielle : elle publie un cahier tous les trois mois, les cahiers d'une année sont groupés en un volume. Les articles d'une même année sont numérotés consécutivement. 
La revue est indexée, et les résumés sont publiés notamment dans Scopus (Elsevier) ou DBLP.
Le facteur d'impact sur Biobox est de 0,731 en 2017. Sur SCImago Journal Rank, il est de 0,57 en 2019.

## Article lié
- ACM SIGLOG (en), Special Interest Group de l'ACM sur la logique informatique